# سلبوغة سوداء الرأس
سلبوغة سوداء الرأس (الاسم العلمي:Solpuga atriceps) هي نوع من العنكبوتيات يتبع جنس السلبوغة من الفصيلة السلبوغية.